# کارگلومیک اسید
کارگلومیک اسید (انگلیسی: Carglumic acid) با نام تجاری کارباگلو، یک داروی کم‌کاربرد است که برای درمانِ هیپرآمونمی در بیماران دچار کمبودِ «ان استیل گلوتامات سنتاز» بکار می‌رود.
دوز آغازین روزانه چیزی مابین ۱۰۰ تا ۲۵۰ میلی‌گرم به ازای هرکیلوگرم وزن بدن است و پس از آن بر حسب سطح آمونیاک پلاسمای خون تنظیم می‌شود.
سازمان غذا و دارو آمریکا کارگلومیک اسید را برای درمان هیپرآمونمی در ۱۸ مارس ۲۰۱۰ میلادی پذیرفت. این دارو در ۱۸ مارس ۲۰۱۷ میلادی از انحصار «داروی کم‌کاربرد» خارج خواهد شد.

## عوارض جانبی
شایع‌ترین عوارض جانبی این دارو شامل استفراغ، سکم‌درد، تب و التهاب و ورم لوزه است.